# Havelterberg
Havelterberg (52° 46′ N, 6° 11′ L) é uma cidade dos Países Baixos, na província de Drente. Havelterberg pertence ao município de Westerveld, e está situada a 21 km, a oeste de Hoogeveen.
Em 2001, a cidade de Havelterberg tinha 156 habitantes. A área urbana da cidade é de 0.069 km², e tem 60 residências. 
A área de Havelterberg, que também inclui as partes periféricas da cidade, bem como a zona rural circundante, tem uma população estimada em 220 habitantes.